# حوش السید علی
حوش السید علی (به عربی: حوش السید علی) یک منطقهٔ مسکونی در سوریه است که در قصیر واقع شده‌است. حوش السید علی ۵۴۱ نفر جمعیت دارد.